# Horst Kassner
Horst Kassner (* 12. Mai 1937 in Schwabhausen; † 21. April 2019) war ein deutscher Motorradrennfahrer.

## Karriere
Horst Kassners erster größerer Erfolg war der vierte Platz beim 250-cm³-Lauf zum Feldbergrennen 1954 auf einer 250er NSU-Sportmax hinter Walter Reichert (NSU), Fritz Kläger (NSU) und Hubert Luttenberger (Adler). In der Deutschen Meisterschaft des Jahres wurde er Fünfter in der Viertelliterklasse.
In den Jahren 1957, 1959 und 1961 wurde Kassner Deutscher Meister in der 250-cm³-Klasse auf NSU. 1959 konnte er sogar Doppelmeister werden, denn mit seiner Norton gewann er auch den 350er-Titel. In den Siegerlisten des Nürburgringes steht sein Name zweimal: 1957 und 1961 und in Hockenheim gewann er 1958, jeweils auf 250er-NSU. Auf dem Masaryk-Ring im tschechoslowakischen Brünn war Horst Kassner besonders erfolgreich. Er gewann 1955 und 1956 auf 250-cm³-NSU und 1958 im BMW-Seitenwagen des Schweizers Florian Camathias den dort ausgetragenen Großen Preis der Tschechoslowakei.
Zwischen 1956 und 1959 war Kassner auch in der Weltmeisterschaft in der Klasse bis 250 cm³ aktiv. 1956 wurde er nach Rang drei beim Grand Prix von Belgien in Spa-Francorchamps hinter Carlo Ubbiali (Italien) und Luigi Taveri (Schweiz, beide MV Agusta) Fünfter der Gesamtwertung der Viertelliterklasse.
Auch sein jüngerer Bruder Helmut (* 1946) war sehr erfolgreich. Zwischen 1974 und 1977 war er viermal Deutscher Meister der 500-cm³-Klasse, dreimal auf Yamaha, einmal auf Suzuki. Außerdem 1975 Deutscher Meister der 350-cm³-Klasse auf Yamaha. Bei dem Boykott-Grand-Prix 1974 auf dem Nürburgring wurde er Sieger in den Klassen bis 250 cm³ und 350 cm³ und Zweiter bei den 500ern. Horst Kassners Sohn Bernd gewann 1992 den Deutschen Meistertitel auf einer 250-cm³-Aprilia.
Horst Kassner starb am 21. April 2019 im Alter von 81 Jahren.

## Statistik

### Erfolge
- 1957 – Deutscher 250-cm³-Meister auf NSU
- 1959 – Deutscher 250-cm³-Meister auf NSU
- 1959 – Deutscher 350-cm³-Meister auf Norton
- 1961 – Deutscher 250-cm³-Meister auf NSU

### Rennsiege
| Jahr | Klasse     | Maschine | Rennen                            | Strecke                  |
| ---- | ---------- | -------- | --------------------------------- | ------------------------ |
| 1955 | 250 cm³    | NSU      | Großer Preis der Tschechoslowakei | Masaryk-Ring             |
| 1956 | 250 cm³    | NSU      | Großer Preis der Tschechoslowakei | Masaryk-Ring             |
| 1957 | 250 cm³    | NSU      | Eifelrennen                       | Nürburgring-Nordschleife |
| 1957 | 250 cm³    | NSU      | Cena města Litomyšle              | Litomyšl                 |
| 1958 | 250 cm³    | NSU      | Rhein-Pokal-Rennen                | Hockenheimring           |
| 1958 | 250 cm³    | NSU      | Grand Prix des Frontières         | Circuit de Chimay        |
| 1958 | 250 cm³    | NSU      | Motorrace Tubbergen               | Circuit Tubbergen        |
| 1958 | 250 cm³    | NSU      | Großer Preis von Ungarn           | Budapest-Városliget      |
| 1958 | 250 cm³    | NSU      |                                   | Zeltweg                  |
| 1958 | Gespanne 1 | BMW      | Großer Preis der Tschechoslowakei | Masaryk-Ring             |
| 1959 | 250 cm³    | NSU      | Prix de Mouscron                  | Mouscron                 |
| 1959 | 250 cm³    | NSU      | Grand Prix des Frontières         | Circuit de Chimay        |
| 1959 | 350 cm³    | Norton   | Grand Prix des Frontières         | Circuit de Chimay        |
| 1959 | 250 cm³    | NSU      | Motorrace Tubbergen               | Circuit Tubbergen        |
| 1959 | 350 cm³    | Norton   | Motorrace Tubbergen               | Circuit Tubbergen        |
| 1961 | 250 cm³    | NSU      | Eifelrennen                       | Nürburgring-Südschleife  |

### In der Motorrad-Weltmeisterschaft
| Saison | Klasse  | Motorrad | Rennen | Siege | Podien | Punkte | Ergebnis |
| ------ | ------- | -------- | ------ | ----- | ------ | ------ | -------- |
| 1956   | 250 cm³ | NSU      | 3      | –     | 1      | 9      | 5.       |
| 1958   | 250 cm³ | NSU      | 2      | –     | –      | 4      | 12.      |
| 1959   | 250 cm³ | NSU      | 1      | –     | –      | 3      | 13.      |
| Gesamt | Gesamt  | Gesamt   | 6      | –     | 1      | 5      |          |

## Verweise